# Campeonato Alagoano Segunda Divisão 2019
In 2019 werd de 33ste editie van het Campeonato Alagoano Segunda Divisão gespeeld voor voetbalclubs uit de Braziliaanse staat Alagoas. De competitie werd georganiseerd door de FAF en werd gespeeld van 15 september tot 27 oktober. CSE werd kampioen.
FF Porto Calvense verhuisde naar Viçosa en nam de naam FF Sport Viçosence aan. 

## Eindstand
| Plaats | Club               | Wed. | W | G | V | Saldo | Ptn. |
| ------ | ------------------ | ---- | - | - | - | ----- | ---- |
| 1.     | CSE                | 4    | 2 | 1 | 1 | 4:1   | 7    |
| 2.     | Zumbi              | 4    | 1 | 3 | 0 | 2:1   | 6    |
| 3.     | Sete de Setembro   | 4    | 1 | 2 | 1 | 2:3   | 5    |
| 4.     | FF Sport Viçosence | 4    | 1 | 2 | 1 | 3:5   | 5    |
| 5.     | Penedense          | 4    | 1 | 0 | 3 | 2:3   | 3    |

|  | Finale om de titel |

## Finale
|                  |                |       |                               |                              |
| 19 oktober 15:00 | Zumbi          | 1 – 2 | CSE                           | Orlandão, União dos Palmares |
| 19 oktober 15:00 | Ivan 28' (pen) |       | 22' Alan 81' (pen) Luiz Paolo | Orlandão, União dos Palmares |

|                  |                   |       |                       |                                   |
| 27 oktober 16:00 | CSE               | 2 – 2 | Zumbi                 | Juca Sampaio, Palmeira dos Índios |
| 27 oktober 16:00 | Jair 15' Alan 84' |       | 36' Ju 90' João Vitor | Juca Sampaio, Palmeira dos Índios |

## Kampioen
| Campeonato Alagoano de 2019 - Segunda Divisão |
| Alagoas                                       |
| --------------------------------------------- |
| CSE Kampioen (2° titel)                       |